# 2008年夏季奥林匹克运动会贝宁代表团
2008年夏季奥林匹克运动会贝宁代表团将参加2008年8月8日至8月24日在中国北京举行的第29届夏季奥运会。